# Radclyffe
Len Barot (1950,-) es una escritora estadounidense cuyo seudónimo es Radclyffe. Es la autora de numerosas novelas de temática lésbica.

## Biografía
Estudió medicina y durante un tiempo se dedicó a la cirugía plástica en una clínica privada, pero decidió retirarse para dedicarse por completo a la escritura, que hasta entonces había estado compaginando con la práctica de la medicina. Además creó su propia editorial, Bold Strokes Books, en la que publica su obra.
Reside en el área metropolitana de Nueva York con su pareja Lee.
Es miembro de la asociación literaria Romance Writers of America y de las asociaciones literarias LGBT Golden Crown Literary Society y Pink Ink. Recibió el premio Alice B. award 2003/2004 al conjunto de su obra.

## Premios
- Alice B. award 2003 al conjunto de su obra.
- Lambda Literary Award:
  - 2005 - Categoría novela por Distant Shores y Silent Thunder.
  - 2005 - Categoría erótica como editora junto a Stacia Seaman, Stolen Moments: Erotic Interludes 2.

## Obra
Novelas
- Fated Love
- Innocent Hearts
- Love's Melody Lost
- Love's Masquerade
- Love's Tender Warriors
- Promising Hearts
- Shadowland
- Tomorrow's Promise
- Turn Back Time
- Passion's Bright Fury
- When Dreams Tremble

Los cuentos de Provincetown
- Safe Harbor
- Beyond the Breakwaters
- Distant Shores, Silent Thunder
- Storms of Change

La serie del Honor
- Above All, Honor
- Honor Bound
- Love & Honor
- Honor Guards
- Honor Reclaimed
- Honor Under Siege
- Word of Honor

La serie de la justidia
- A Matter of Trust (prequel)
- Shield of Justice
- In Pursuit of Justice
- Justice in the Shadows
- Justice Served

Antologías
- Change of Pace: Erotic Interludes (Una colección de historias cortas)
- Erotic Interludes 2: Stolen Moments (ed. con Stacia Seaman)
- Erotic Interludes 3: Lessons in Love (ed. con Stacia Seaman)
- Erotic Interludes 4: Extreme Passions (ed. con Stacia Seaman)
- Erotic Interludes 5: Road Games (ed. con Stacia Seaman)